# Соломія Крушельницька (монета, 2022)
«Соломі́я Крушельни́цька» — пам'ятна монета номіналом 2 гривні, випущена Національним банком України. Присвячена українській оперній та камерній співачці (лірико-драматичне сопрано) Соломії Амвросіївні Крушельницькій. Соломія Крушельницька виконувала різнопланові сопранові партії, зокрема з опер Ріхарда Вагнера, Ріхарда Штрауса, Джакомо Пуччіні, створила понад 60 оперних партій, які мали великий вплив на розвиток світового вокального мистецтва; блискуче виконувала українські народні пісні, популяризувала українську музику. Її пов'язувала творча дружба з Іваном Франком, Василем Стефаником, Ольгою Кобилянською, Миколою Лисенком, Олександром Мишугою.
Монету введено в обіг 19 жовтня 2022 року. Вона належить до серії «Видатні особистості України».

## Опис та характеристики монети
| Номінал грн. | Метал      | Маса, грам | Діаметр, мм. | Якість виготовлення       | Гурт     | Тираж, штук |
| ------------ | ---------- | ---------- | ------------ | ------------------------- | -------- | ----------- |
| 2            | нейзильбер | 12,8       | 31           | спеціальний анциркулейтед | рифлений | 30 000      |

### Аверс

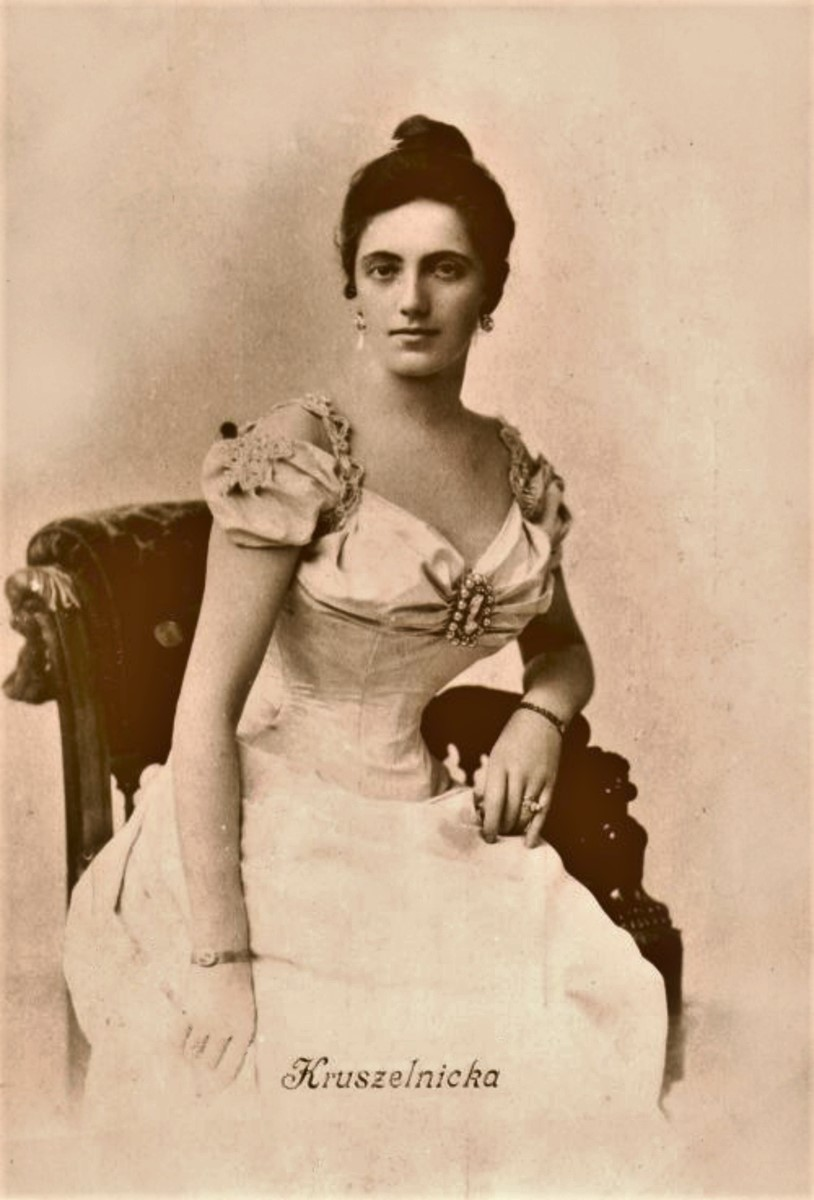
Соломія Крушельницька

На аверсі монети розміщено: у центрі — зображення Соломії Крушельницької в сценічному образі Аїди, обабіч від якої стилізовані куліси, прикрашені декоративним орнаментом, ліворуч — малий Державний Герб України; написи: «УКРАЇНА» (угорі, на тлі декоративного орнаменту), «2022» (праворуч), «ДВІ ГРИВНІ» (унизу); логотип Банкнотно-монетного двору Національного банку України (праворуч, над роком карбування монети).

### Реверс
На реверсі монети на дзеркальному тлі зображено портрет Соломії Крушельницької, праворуч від якого — стилізоване крило метелика, що символізує один з найвідоміших образів співачки в опері «Мадам Баттерфляй»; ліворуч написи: «1872/1952» (роки життя співачки), «СОЛОМІЯ КРУШЕЛЬНИЦЬКА» (півколом).

Весь тираж 30000 монет було випущено у буклетах
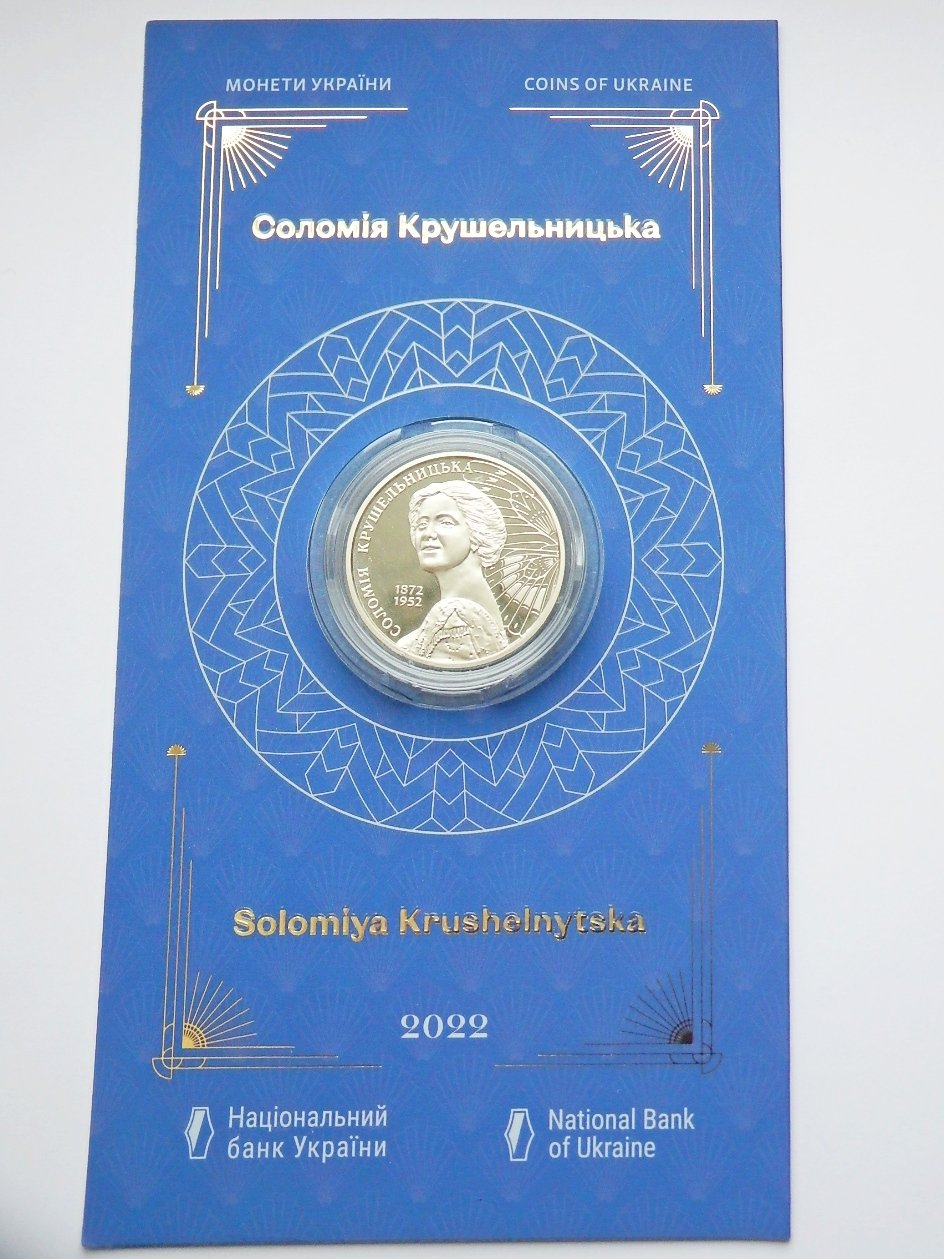
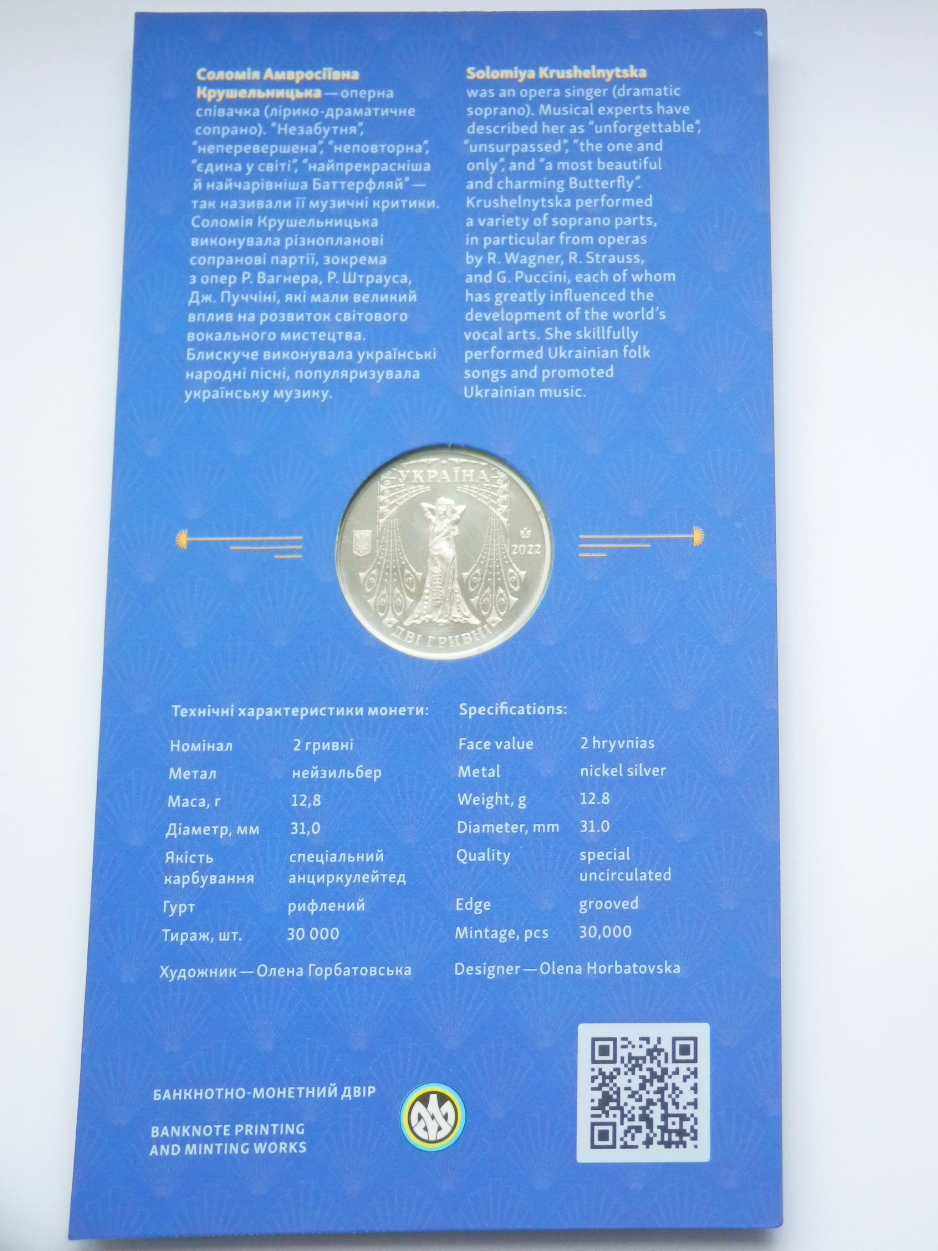

## Автори
- Художник — Горбатовська Олена.
- Скульптори: Демяненко Анатолій, Атаманчук Володимир.

## Вартість монети
Під час введення монети в обіг 2022 року, Національний банк України реалізовував монету за ціною 117 гривень (весь тираж у сувенірних упаковках).
Фактична приблизна вартість монети, з роками змінювалася так:
| Рік        | 2023 | 2024 | 2025 |
| ---------- | ---- | ---- | ---- |
| Ціна, грн. | 175  | 260  | 290  |